# 馬昆德鎮區 (密蘇里州麥迪遜縣)
馬昆德鎮區（英語：Marquand Township）是位於美國密蘇里州麥迪遜縣的一個行政鎮區。

## 地方資料
馬昆德鎮區的面積為153.64平方千米，當中陸地面積為153.51平方千米，而水域面積為0.13平方千米。根據2020年美國人口普查的數據，當地共有人口652人，而人口密度為每平方千米4.24人。